# Aleksander Maklecov
Aleksander Maklecov, ukrajinski pravnik in pedagog, * 3. november 1884, Harkov, † 7. september 1948, Ljubljana.
Aleksander Maklecov je bil predavatelj na Pravni fakulteti v Harkovu (1912–1920), v Pragi (1922–1926) in v Ljubljani (1926–1948).